# Bernhard Bobsien
Bernhard Bobsien (* 30. November 1878 in Wismar; † 5. Dezember 1934 in Rostock) war ein deutscher Konteradmiral der Reichsmarine.

## Leben
Bernhard Bobsien trat am 7. April 1897 in die Kaiserliche Marine ein. Am 22. März 1914 wurde er zum Korvettenkapitän befördert. Er war Chef der I. Minensuchdivision und war dann nach der Umbildung der Minensuchdivisionen in Minensuchflottillen im Oktober 1916 bis Juni 1918 Chef der I. Minensuchflottille. Von September 1918 an war er bis Kriegsende letzter Kommandant des Kleinen Kreuzers Augsburg.
Bis 1918 war er u. a. mit dem Ritterkreuz mit Schwertern des Königlichen Hausorden von Hohenzollern, dem Hamburger Hanseatenkreuz und dem Eisernen Kreuz I. Klasse ausgezeichnet worden.
Nach dem Krieg wurde Bobsien in die Reichsmarine übernommen. Von Juni 1919 bis Mitte März 1920 (ab 8. März 1920 als Fregattenkapitän) war er dort letzter Kommandant des Kleiner Kreuzers Graudenz, welcher nicht nach Scapa Flow gesandt, sondern stattdessen dem Sicherungsverband des Befehlshabers Nordsee unterstellt wurde. Ab September 1920 war er für zwei Jahre Kommandant des Kleinen Kreuzers Hamburg. Hier wurde er am 1. Juli 1921 zum Kapitän zur See befördert. Am 30. September 1926 wurde er mit dem Charakter als Konteradmiral aus der Marine entlassen.